# Pastinaca umbrosa
Pastinaca umbrosa là một loài thực vật có hoa trong họ Hoa tán. Loài này được Steven mô tả khoa học đầu tiên.